# Segunda Liga de Bielorrusia
La Segunda Liga de Bielorrusia o Esiliiga B es la tercera liga de fútbol más importante del país y es organizada por la Federación de Fútbol de Bielorrusia.

## Historia
Fue fundada en el año 1992 luego de la desaparición de la Unión Soviética y la cantidad de equipos participantes es variable debido a ciertas circunstancias que dependen del permiso para competir en la liga, ya sea que si aprueban la participación del club o si el club es excluido.
El torneo se juega en dos grupos de 12 equipos, los cuales se enfrentan todos contra todos a 4 vueltas, donde los 4 mejores equipos de cada grupo juegan la ronda de ascenso, mientras que los demás la ronda de consolación.
Los tres mejores equipos de la temporada 2014 ascienden a la Primera Liga de Bielorrusia debido a la expansión de la Liga Premier de Bielorrusia para la temporada 2015, ya que generalmente los equipos que ascienden son dos.

## Equipos 2020
Grupo A
| Equipo           | Ciudad      | Posición en 2020 |
| ---------------- | ----------- | ---------------- |
| Molodechno-2018  | Molodechno  | 1º               |
| Baranovichi      | Baranovichi | 2º               |
| FK Stenles Pinsk | Pinsk       | 3º               |
| Dinamo Malorita  | Malorita    | 4º               |
| Ostrovets        | Ostrovets   | 5º               |
| Zhitkovichi      | Zhitkovichi | 6º               |
| Ivatsevichi      | Ivatsevichi | 7º               |
| BGU Minsk        | Minsk       | 8º               |
| Pershiy Regien   | Brest       | 9º               |
| Kronon           | Stowbtsy    | 10º              |
| Chayka Zelva     | Zelva       | 11º              |

Grupo B
| Equipo             | Ciudad        | Posición en 2020 |
| ------------------ | ------------- | ---------------- |
| Dnepr Mogilev      | Mogilev       | 1º               |
| Shakhtyor Petrikov | Petrikov      | 2º               |
| Osipovichy         | Osipovichy    | 3º               |
| FC Gorki           | Gorki         | 4º               |
| Victoria Maryina   | Maryina Gorka | 5º               |
| Dnepr Rogachev     | Rogachev      | 6º               |
| SMI Autotrans      | Oktyabrsky    | 7º               |
| FK Bumprom         | Gomel         | 8º               |
| Polotsk            | Polatsk       | 9º               |
| Energosbyt-BSATU   | Minsk         | 10º              |
| Zhlobin            | Zhlobin       | 11º              |